# Petites Coupures (film, 2003)
Pour les articles homonymes, voir Petites Coupures.
Pour plus de détails, voir Fiche technique et Distribution.
Petites Coupures est un film dramatique français réalisé par Pascal Bonitzer, qui en a également coécrit le scénario avec Emmanuel Salinger. Il a été produit et distribué en France par Rezo Films, et est sorti en salles le 12 février 2003.

## Synopsis
Bruno (Daniel Auteuil), journaliste communiste embrouillé dans ses idées, écrit les discours politiques de Gérard. Il se glisse dans une vie dissolue, entre une épouse et trois maîtresses : Gaëlle, Nathalie, puis Béatrice et Mathilde. La tête lui tourne jusqu'à perdre l'équilibre, la raison, la vie presque.

## Fiche technique
- Affiche de film : Floc'h

## Distribution
- Daniel Auteuil : Bruno
- Emmanuelle Devos : Gaëlle
- Ludivine Sagnier : Nathalie
- Kristin Scott Thomas : Béatrice
- Pascale Bussières : Mathilde
- Jean Yanne : Gérard
- Catherine Mouchet : Anne
- Aladin Reibel : l'assistant de Gérard
- Jérémie Lippmann : Simon, fils de Gérard
- Dinara Droukarova : Marie
- Alain Libolt : Paul
- Louis-Do de Lencquesaing:  André
- Hanns Zischler : l'homme malade

## Autour du film
Une grande partie du film se déroule dans les Alpes françaises, avec en particulier une longue scène en plan-séquence sur le site de La Salette.
La musique du film est constituée d'une série de variations orchestrales sur un thème unique. Elle a été composée par John Scott.
Une partie du film a été tournée sur l'hôpital Henry-Gabrielle  à Saint Genis Laval (69230)